# Glockengiesserei Egger
Die Glockengiesserei Egger war eine Schweizer Glockengiesserei in der Ortschaft Staad (SG) im Kanton St. Gallen am südlichen Ufer des Bodensees.

## Geschichte
Gegründet im Jahre 1873 durch Jakob Egger stellte die Glockengiesserei im auslaufenden 19. und in den Anfängen des 20. Jahrhunderts zahlreiche Bronzegeläute für Kirchen in der Ostschweiz in Bronzelegierungen her. Darüber hinaus produzierte sie zu den in Auftrag gegebenen Glocken noch die Joche in Kunstschmiedearbeit. Das Unternehmen wurde von Jakob Egger bis 1921 geleitet. Ihm folgte bis 1926 Wilhelm Egger. Danach wurde die Giesserei noch bis zu ihrer Schliessung 1940 weitergeführt. Zunächst bis 1934 von Fritz Hamm und bis 1940 unter dem Firmennamen Glockengiesserei Staad AG.
Friedrich Wilhelm Schilling schloss hier 1933 seine Ausbildung ab.

## Geläute und Glocken (Auszug)
- Grösstes Egger-Geläute in der Katholischen Kirche Unserer Lieben Frau zu Berneck SG mit der Disposition f0–a0–c1–d1–f1[2]
- Jugendkirche zu Rorschach SG mit unbekannter Disposition. Neuanschaffung 1942 durch die Glockengiesserei Rüetschi.
- Paritätische Kirche zu Thal SG mit der Disposition a0–c1–d1–f1–a1[3]
- Katholische Kirche zu Stein am Rhein mit der Disposition f1–as1–b1–c2
- St. Mauritius zu Berg TG mit der Disposition b0–des1–es1–ges1
- Reformierte Kirche zu Gais AR mit der Disposition a0–c1–e1–g1
- Pfarrkirche zu Weisstannen vier Glocken mit unbekannter Disposition
- Reformierte Kirche zu Knonau mit der Disposition des1–f1–as1–b1
- Katholische Pfarrkirche zu Rheineck SG mit der Disposition c1–es1–f1–as1
- Katholische Kirche zu Jona SG mit der grossen Glocke b0
- Katholische Kirche St. Peter und Paul zu Kirchberg SG mit den beiden grossen Glocken g0 und a0
- Reformierte Kirche S-chanf mit der Disposition gis1–a1–b1 [4]